# جيمي رييس
جيمي رييس (10 يونيو 1983 بسان كريستوبال في جمهورية الدومينيكان - ) هو لاعب كرة قدم دومينيكاني في مركز الوسط.

## وصلات خارجية
- جيمي رييس على موقع الاتحاد الدولي (مؤرشف)  (الإنجليزية)
- جيمي رييس على موقع قاعدة بيانات كرة القدم.إي يو (الإنجليزية)
- جيمي رييس على موقع Soccerway.com (الإنجليزية)